# Železniční trať Mirsk–Świeradów
Jizerskohorská dráha (německy Isergebirgsbahn) byla jednokolejná vedlejší trať ve slezské části Jizerských hor, která byla původně vybudována a provozována společností Friedeberg-Flinsberger Kleinbahn AG. Trať vedla z Mirsku (Friedeberg am Queis) do lázeňského města Świeradów-Zdrój (Bad Flinsberg).
Železniční společnost byla založena 1. února 1908 pod názvem Friedeberg-Flinsberger Kleinbahn AG, od 19. června 1911 byla vedena pod názvem Isergebirgsbahn AG (Jizerskohorská dráha, akciová společnost). Vlastníky byly Pruský stát, okres Löwenberg, město Friedeberg, obec Bad Flinsberg, dva soukromí investoři a společnost Eisenbahnbau-Gesellschaft Becker & Co GmbH.
Normálněrozchodná trať odbočovala ve městě Friedeberg z trati Gryfów Śląski (Greiffenberg) – Jindřichovice pod Smrkem – Frýdlant v Čechách a vedla údolím Kwisy na jih, kde končila v necelých osm kilometrů vzdálených lázních Bad Flinsberg. Provoz byl slavnostně zahájen 31. října 1909. V roce 1910 byla trať prodloužena o další tři kilometry až do stanice Świeradów Nadleśnictwo (Forst Flinsberg), především kvůli usnadnění svozu dřeva. V roce 1945 převzaly trať Polské státní dráhy (PKP). Nákladní přeprava byla ukončena 15. prosince 1995, osobní přeprava byla ukončena 12. února 1996. V roce 2000 byla trať zrušena.
Od přelomu dubna a května roku 2022 probíhala po dobu devíti měsíců rekonstrukce tratě ve snaze o zvýšení zájmu turistů o zdejší lokalitu.